# Baía de Kazantyp

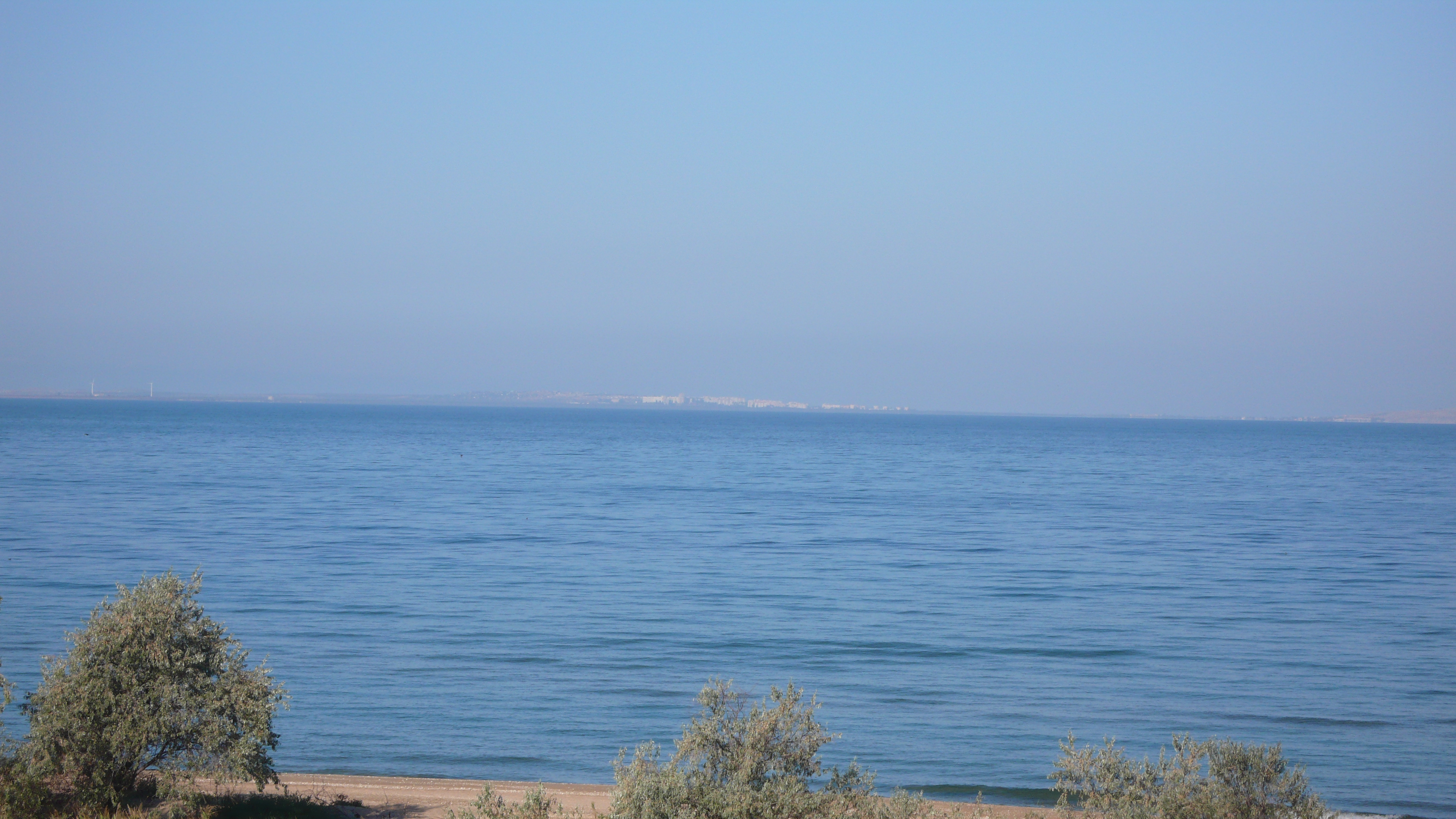
Vista da baía desde Zolote

A baía de Kazantyp (em ucraniano:  Казанти́пська затока, transl. Kazantýpska zatoka; em russo:  Казанти́пский залив, transl. Kazantípskiy zaliv; em tártaro da Crimeia:  Qazan Tip körfezi) é uma baía no mar de Azov localizada entre o cabo Kanzatyp e o cabo Chagany, na península de Querche. A baía tem 18 km de comprimento, 9 km de largura e 8–10 m de profundidade. No litoral da baía estão as localidades de Azovske, Mysove, Novovidradne, Nyjnozamorske e Zolotе. A baía congela durante o inverno.